# Paulus Hochgatterer

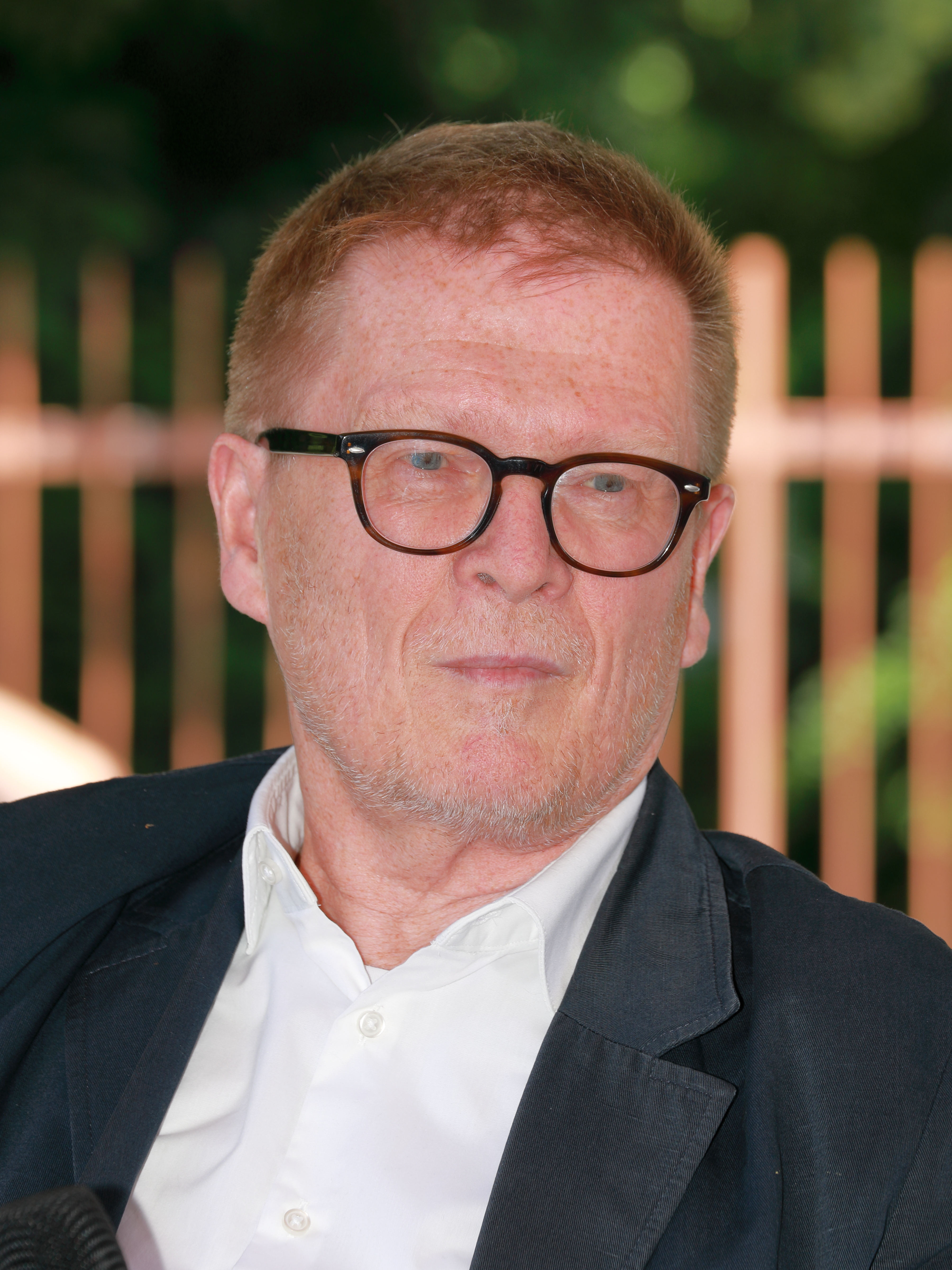
Paulus Hochgatterer (2024)

Paulus Hochgatterer (* 16. Juli 1961 in Amstetten, Niederösterreich) ist ein österreichischer Kinder- und Jugendpsychiater und Autor. Seit 2007 ist er Primarius der Klinischen Abteilung für Kinder- und Jugendpsychiatrie im Universitätsklinikum Tulln.

## Leben

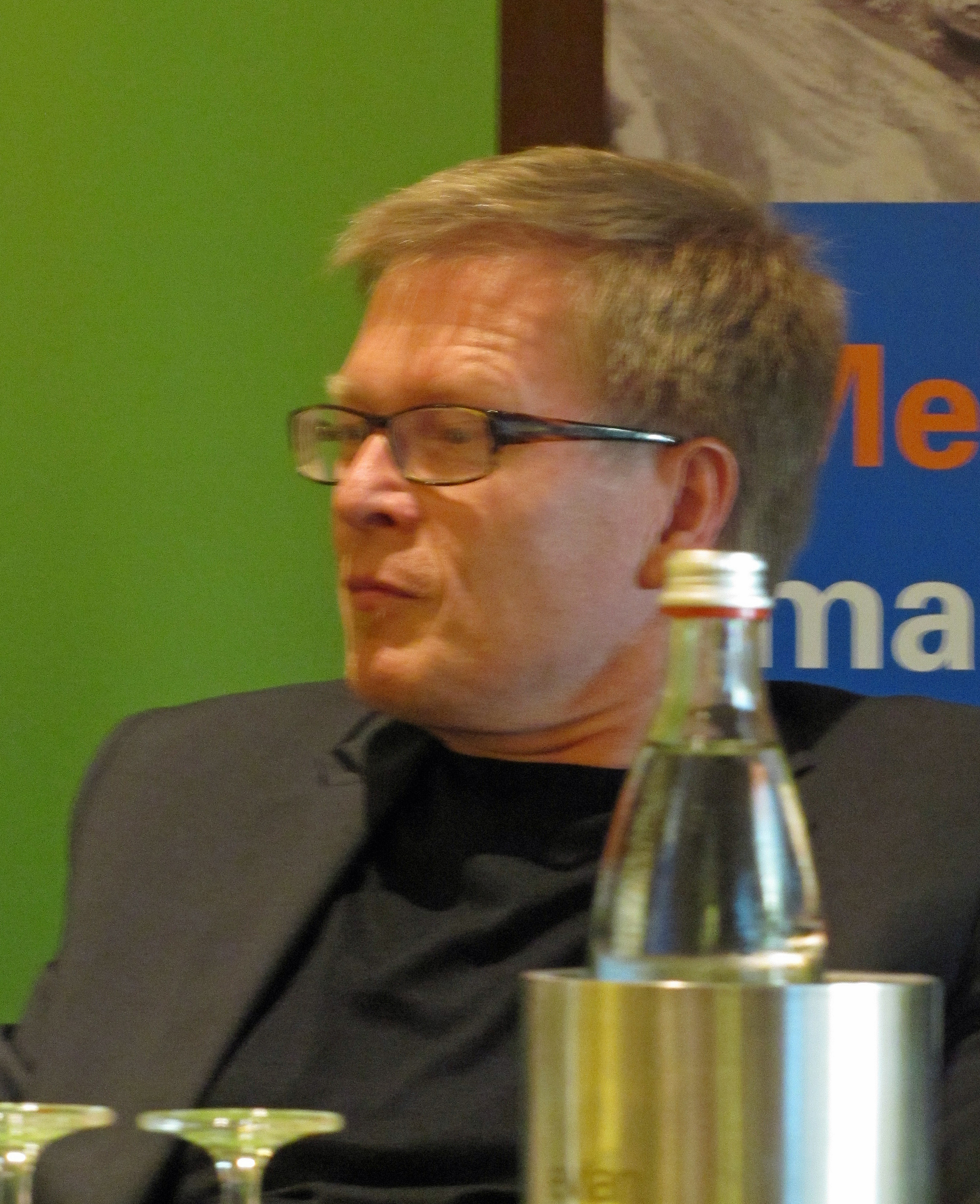
Paulus Hochgatterer (2010)

Hochgatterer wuchs in Amstetten und Blindenmarkt im niederösterreichischen Mostviertel auf. Nachdem er 1979 seine Reifeprüfung abgelegt hatte, studierte er Medizin und Psychologie an der Universität Wien. 1985 promovierte er dort zum Doktor der Medizin.
Ab 1992 hatte er als Facharzt für Psychiatrie und Neurologie des Kinder- und Jugendalters eine Stelle als Oberarzt im Neurologischen Zentrum Rosenhügel in Wien, später leitete er das Institut für Erziehungshilfe in Wien-Floridsdorf. Seit 2007 steht Hochgatterer der Klinischen Abteilung für Kinder- und Jugendpsychiatrie und Psychotherapie des Universitätsklinikums Tulln als Primar vor. Von November 2017 bis Oktober 2018 nutzte er ein einjähriges Sabbatical.
Hochgatterer ist Verfasser von erzählerischen Werken, die auf den beruflichen Erfahrungen des Autors als Psychiater basieren und deren Protagonisten häufig psychisch Kranke und Außenseiter sind. Er ist Mitglied der österreichischen IG Autorinnen Autoren.

## Auszeichnungen
- 1991 Max-von-der-Grün-Preis
- 1994 Otto-Stoessl-Preis
- 1995 Hans-Weigel-Stipendium
- 1995 Harder Literaturpreis
- 1998 Österreichischer Förderungspreis für Literatur
- 2000 Österreichischer Staatspreis für Kinder- und Jugendliteratur
- 2001 Elias-Canetti-Stipendium der Stadt Wien
- 2007 Deutscher Krimi Preis (2. Platz national) für Die Süße des Lebens
- 2007 Bester Krimi des Jahres 2006 (4. Platz) in der KrimiWelt-Bestenliste für Die Süße des Lebens
- 2009 Literaturpreis der Europäischen Union
- 2010 Johann Beer-Literaturpreis der Deutschen Bank und der Ärztekammer für Oberösterreich für Das Matratzenhaus
- 2010 Österreichischer Kunstpreis für Literatur
- 2010 Preis der Stuttgarter Kriminächte

## Werke

### Prosa
- Rückblickpunkte. Niederösterreichisches Pressehaus, St. Pölten 1983, ISBN 3-85326-665-7.
- Der Aufenthalt. Erzählungen. Müller, Salzburg 1990, ISBN 3-7013-0795-4.
- Über die Chirurgie. Roman. Deuticke, Wien / Frankfurt am Main 1993, ISBN 3-216-30048-X; 2. Auflage, Zsolnay, Wien 2005, ISBN 978-3-552-06003-6.
- Die Nystensche Regel. Deuticke, Wien / Frankfurt am Main 1995, ISBN 3-216-30137-0.
- Wildwasser. Erzählung. Deuticke, Wien / Frankfurt am Main 1997, ISBN 3-216-30323-3; als Taschenbuch: dtv, München 2003, ISBN 978-3-423-20629-7.
- Caretta Caretta. Roman. Deuticke, Wien / Frankfurt am Main 1999, ISBN 3-216-30484-1; als Taschenbuch: Rowohlt, Reinbek bei Hamburg 2001, ISBN 978-3-499-22917-6.
- Über Raben. Roman. Deuticke, Wien / Frankfurt am Main 2002, ISBN 3-216-30629-1[5], als Taschenbuch: Rowohlt, Reinbek bei Hamburg 2004, ISBN 978-3-499-23467-5.
- Eine kurze Geschichte vom Fliegenfischen. Erzählung. Deuticke, Wien / Frankfurt am Main 2003, ISBN 3-216-30676-3; als Taschenbuch: dtv, München 2008, ISBN 978-3-423-21072-0.
- Katzen, Körper, Krieg der Knöpfe. Eine Poetik der Kindheit, Reden, Aufsätze, Vorlesungen. Essays. Deuticke, Wien / Frankfurt am Main 2012, ISBN 978-3-552-06182-8.
- Der Tag, an dem mein Großvater ein Held war. Erzählung. Deuticke im Paul Zsolnay Verlag, Wien 2017, ISBN 978-3-552-06349-5.

### Prosa mit Psychiater Horn und Kommissar Kovacs
- Die Süße des Lebens. Roman. Zsolnay, Wien 2006, ISBN 3-552-06027-8; als Taschenbuch: dtv, München 2010, ISBN 978-3-423-25310-9.
- Das Matratzenhaus. Roman. Zsolnay, Wien 2010, ISBN 978-3-552-06112-5; als Taschenbuch: dtv, München 2011, ISBN 978-3-423-21335-6.
- Fliege fort, fliege fort. Roman. Deuticke im Paul Zsolnay Verlag, Wien 2019, ISBN 978-3-552-06403-4.

### Bühne
- CASANOVA oder Giacomo brennt, Sommerspiele Melk 2008[6]
- Makulatur, Schauspielhaus (Wien) 2012
- Böhm, Schauspielhaus Graz 2018

### Herausgeberschaft
- Zur Auflösung der Großanstalten, Dokumentation stationärer Patienten einer psychiatrischen Fachabteilung in einem Allgemeinkrankenhaus, Auswertung von Daten stationärer Patienten der psychiatrischen Abteilung des Wiener Kaiser Franz Joseph-Spitales, 1987–1991. Facultas, Wien 1995, ISBN 3-85076-373-0.